# Дональд Бейлі
До́нальд Орла́ндо Бе́йлі-старший (англ. Donald Orlando Bailey, Sr.; 25 березня 1933, Філадельфія, Пенсільванія — 15 жовтня 2013, Монклер, Каліфорнія) — американський джазовий ударник і губний гармоніст.

## Біографія
Народився 25 березня 1933 року в Філадельфії, штат Пенсільванія. Був самоуком. Також грав на тромбоні, саксофоні і фортепіано. Перша робота як професійного музиканта з Джиммі Смітом, з яким грав упродовж восьми років починаючи з 1955 року і записав низьку альбомів на лейблі Blue Note.
У 1960-х роках мешкав у Лос-Анджелесі, виступав з Джеком Вілсоном, Гемптоном Гейвсом, Фредді Габбардом, Джо Пессом, Джином Еммонсом, Боббі Гатчерсоном, Джеральдом Вілсоном, Джиммі Роулсом. У 1970-х провів 5 років у Японії, грав на губній гармоніці як соліст, іноді його представляли як «Гармоніка Мен» (тобто, гармоніст). Також грав з Біллом Косбі, допоміг Сонні Террі записати саунд-трек до кінофільму «Бак і священик» (1972). У 1982 році повернувся до США, де оселився в Окленді.
Був одним з найбільш поважних і витончених ударників свого покоління.
Помер 15 жовтня 2013 року у Монклері, Каліфорнія у віці 80 років.

## Дискографія
- Donald Bailey Blueprints of Jazz – Vol.3 (Talking House, 2009)